# The Soiling of Old Glory
The Soiling of Old Glory est une photographie prise en 1976 par le photojournaliste Stanley Forman au cours d'une manifestation à Boston, dans le Nord des États-Unis, rassemblant des Blancs qui protestaient contre le busing pratiqué dans la ville. Elle représente Theodore Landsmark (en), militant des droits civiques, noir, agressé par un manifestant utilisant le drapeau américain comme une arme. Contribuant à briser l'idée selon laquelle le racisme n'existerait que dans le Sud des États-Unis, elle a remporté un prix Pulitzer.

## Caractéristiques
La photographie a été publiée le 6 avril 1976 à la Une du Boston Herald-American, et dans plusieurs autres journaux à travers les États-Unis.
Elle a été prise la veille de sa publication, sur la place de l'hôtel de ville de Boston, au cours d'une manifestation rassemblant des Blancs qui protestaient contre le busing. En effet, deux ans auparavant, W. Arthur Garrity Jr. (en), juge de la United States District Court du Massachusetts, avait décidé dans l'affaire Morgan v. Hennigan (en) la mise en place de cette pratique à Boston (en), afin de mettre un terme à la ségrégation raciale dont les Afro-Américains étaient victimes dans les écoles publiques de la ville.
La photographie représente Theodore Landsmark (en), un avocat et militant des droits civiques, noir, agressé par un manifestant, Joseph Rakes, utilisant un drapeau américain comme une arme — d'où le titre de la photographie, que l'on peut traduire littéralement par « la souillure de Old Glory », où « Old Glory » est un surnom du drapeau américain. La photographie suggère que Rakes utilise le drapeau comme une lance, pointant la hampe sur Landsmark, mais celui-ci indique que Rakes tentait simplement de le frapper avec. Dans le même temps un autre manifestant, Jim Kelly, se tient derrière Landsmark et semble lui tenir les bras pour l'immobiliser, mais il était en réalité en train de lui porter assistance.

## Conséquences
La photographie a notamment contribué à briser l'idée selon laquelle le racisme n'existerait que dans le Sud des États-Unis.
L'année suivante, en 1977, elle a remporté le prix Pulitzer de la photographie de faits divers (spot news photography). Le jury a en effet estimé dans son rapport : « Cette image a semblé résumer les désaccords dans le déségrégation en cours à Boston... C'était une photo qui en un déclic d'obturateur en disait beaucoup sur Boston, beaucoup sur l'Amérique. »